# Saxifraga tenella
Saxifraga tenella är en stenbräckeväxtart som beskrevs av Franz Xaver von Wulfen. Saxifraga tenella ingår i Bräckesläktet som ingår i familjen stenbräckeväxter. Inga underarter finns listade i Catalogue of Life.

## Bildgalleri

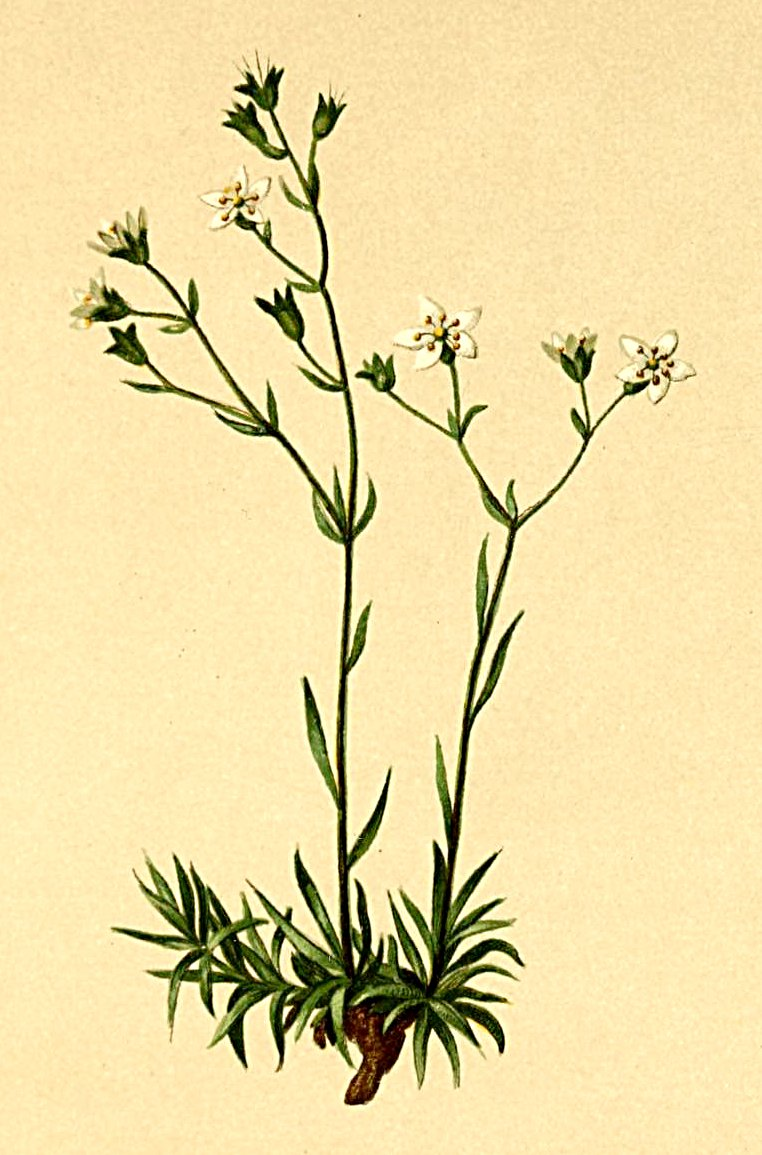
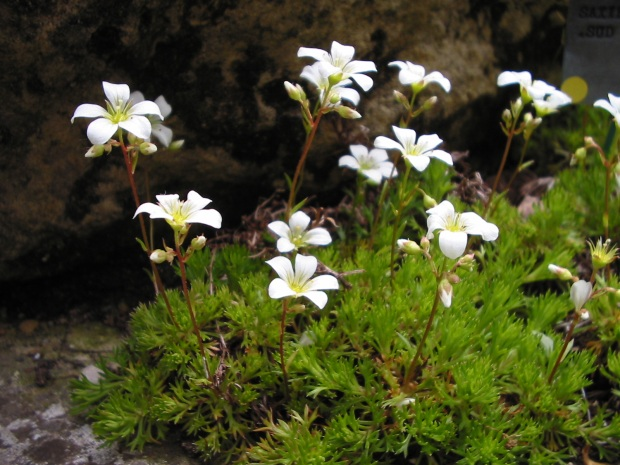